# Oxyopes tuberculatus mombensis
Oxyopes tuberculatus là một phân loài nhện trong họ Oxyopidae.
Loài này thuộc chi Oxyopes. Oxyopes tuberculatus mombensis được Roger de Lessert miêu tả năm 1915.